# 2100年代
2100年代（にせんひゃくねんだい）は、
1. 西暦（グレゴリオ暦）2100年から2109年までの10年間を指す十年紀。本項で詳述する。
2. 西暦2100年から2199年までの100年間を指す。22世紀とほぼ同じ意味であるが、開始と終了の年が1年ずれている。

この項目では、国際的な視点に基づいた2100年代について記載する。

## 予定・予測される主な出来事
現時点ではこの時代がどのようなものになるかを決定することは極めて困難である。よって確実に起こると予測される事象はごく限られたものとなっている。

### 2100年頃を目安にした予測
21世紀初頭において、同世紀の最終年にあたる2100年頃を目安にした様々な予測が出されている。
- 人口に関する予測（国際連合経済社会局による「世界人口推計2019年版」の中位推計値[1]）
  - この頃の世界人口は約110億人となる。
  - 日本の人口は2100年ごろに約7,500万人[2]。森知也の研究では2120年ごろに約5000万から3000万人になるという予測がある[3]。
- 気候変動に関する予測（気候変動に関する政府間パネル（IPCC）の報告に基づくシミュレーション結果）
  - 地球の平均気温は21世紀初頭と比較して3℃上昇する（地球温暖化）。高緯度の地域ほど上昇幅が大きい。
  - 日本では、東京・北陸の真夏日が21世紀初頭よりも100日以上増加する。
  - 海水面の上昇により、ツバルやモルディブが水没。多数の環境難民が発生する。
  - アマゾン熱帯雨林の草原化が進行する。

### その他
- 2107年12月31日 - FAT12からexFATまでのFATシリーズの日付の許容範囲を超える。